# Batrachognathus
Batrachognathus volans  es una especie extinta de pterosaurio ranforrincoideo de la familia Anurognathidae que vivió hace 150 millones de años, en las etapas del Oxfordiense al Kimmeridgiense en la región de Karabastau Svita en Kazajistán (Asia central). 

## Taxonomía
B. volans es la especie tipo y único representante del género Batrachognathus, descrito en 1948 por el paleontólogo ruso Anatoly Nicolaevich Ryabinin. El nombre del género se deriva del griego batrakhos, "rana" y gnathos, "mandíbula", en referencia a su corta y ancha cabeza. El nombre de la especie significa "volador" en latín. Su nombre significa "Mandíbula de rana volador".
El género Batrachognathus fue asignado a la familia Anurognathidae, como un pariente de Anurognathus. En 2003 fue unido con los anurognátidos asiáticos Dendrorhynchoides y Jeholopterus en el clado Asiaticognathidae por Alexander Kellner. De acuerdo con el análisis publicado en 2006 por Lü Junchang Batrachognathus y Jeholopterus son taxones hermanos.

## Descripción
Tres fósiles fueron encontrados en un sedimento lacustre en el noroeste de Tien Shan, al pie de los Montes Karatau. En el Jurásico esta área tenía ciertas similitudes con el hábitat de los depósitos de lagunas de la caliza de Solnhofen en Baviera, Alemania. El género se basa en el holotipo PIN 52-2, un esqueleto incompleto y desarticulado consistente en fragmentos craneales, mandíbulas, vértebras, costillas, las patas y huesos de las alas. El cráeno de 48 milímetros de largo es alto, corto y ancho. Los maxilares tienen en total 22 o 24 dientes cónicos recurvados; junto a las mandíbulas conforman una boca corta y muy ancha. La cola del animal no se preservó, por lo que sí tenía una es debatible; por lo general se asume que tenía una cola corta como otros anurognátidos. Se estima su envergadura en unos 50 centímetros, aunque David Unwin en 2000 dio una estimació mayor, de 75 centímetros. Como ocurre con otros miembros de su familia se asume que Batrachognathus era un insectívoro, capturando insectos en el aire con su amplia boca.